# Paraphlaeoba carinata
Paraphlaeoba carinata är en insektsart som beskrevs av Bolívar, I. 1902. Paraphlaeoba carinata ingår i släktet Paraphlaeoba och familjen gräshoppor. Inga underarter finns listade i Catalogue of Life.